# Classe Roraima

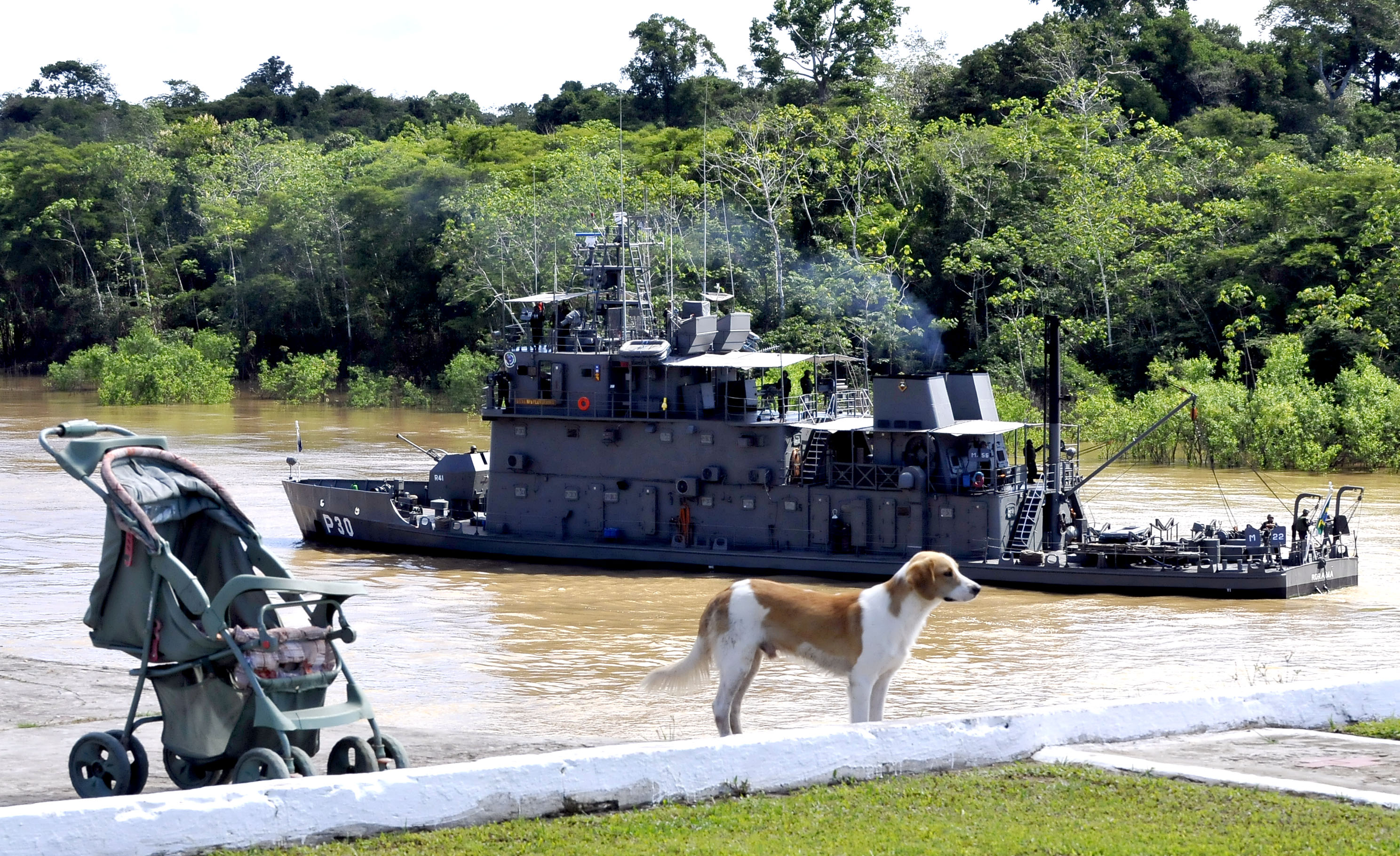
NPaFlu Roraima (P-30) - 2013.

A Classe Roraima é uma classe de Navios Patrulha Fluvial (NPaFlu) da Marinha do Brasil construídos no MacLaren Estaleiros e Serviços Marítimos, em Niterói Rio de Janeiro, segundo um projeto nacional e incorporados entre o final de 1975 e início de 1976.
Estes navios fazem parte da Flotilha do Amazonas, subordinada ao 9º Distrito Naval em Manaus.
Opera duas lanchas de ação rápida (LAR), com capacidade para até 15 homens e armadas com 2 metralhadoras 7,62 mm. Por isso, também serve de meio para a ação dos fuzileiros navais do Batalhão de Operações Ribeirinhas.

## Lista de Navios
- P-30 Roraima
- P-31 Rondônia
- P-32 Amapá

## Características
- Deslocamento (ton): 340-padrão / 365-plena carga
- Dimensões (metros): 46,3 x 8,5 x 1,4
- Tripulação: 40
- Velocidade (nós): 17 nós após remotorização
- Raio de Ação (milhas): 6.000 a 12 nós
- Armamento: 1 canhão Bofors 40 mm; 2 canhão automático Oerlikon 20 mm; 2 morteiros 81mm e 6 metralhadoras 12,7mm
- Construtor: MacLaren Estaleiros e Serviços Marítimos